# كأس الاتحاد الإنجليزي 1886–87
كأس الاتحاد الإنجليزي 1886–87 (بالإنجليزية: 1886–87 FA Cup)‏ هو الموسم 16 من  كأس الاتحاد الإنجليزي. أقيم بتاريخ 9 أكتوبر 1886، والذي يشرف على تنظيمه الاتحاد الإنجليزي لكرة القدم، وكان عدد الأندية المشاركة فيه  124، وفاز فيه أستون فيلا.